# Tamaz Gelaszwili
Tamaz Gelaszwili (ur. 8 kwietnia 1978) – gruziński szachista, arcymistrz od 1999 roku.

## Kariera szachowa
Na arenie międzynarodowej pojawił się po rozpadzie Związku Radzieckiego, w latach 1993–1995 czterokrotnie reprezentując Gruzję na mistrzostwach Europy juniorów do 16 i 18 lat, a w 1995 – w mistrzostwach świata juniorów do 18 lat. Największy sukces w tych rozgrywkach odniósł w 1994 r. w Băile Herculane, gdzie zdobył brązowy medal ME do 16 lat.
W drugiej połowie lat 90. XX wieku awansował do ścisłej czołówki gruzińskich szachistów. W 1999 r. zadebiutował w reprezentacji kraju na drużynowych mistrzostwach Europy (drugi start w tych zawodach odnotował w 2007 r.), natomiast w latach 2000, 2004 i 2006 trzykrotnie wystąpił na szachowych olimpiadach. Wielokrotnie startował w finałach indywidualnych mistrzostw Gruzji, największy sukces odnosząc w 2000 r. w Tbilisi, gdzie zdobył złoty medal. Oprócz tego, w 2002 i 2006 r. dwukrotnie w mistrzostwach kraju zajmował III miejsca.
Wielokrotnie startował w turniejach międzynarodowych, zwyciężając bądź dzieląc I m. m.in. w:
- Atenach – dwukrotnie w turniejach Acropolis (1997, 2006),
- Salonikach (1997),
- Koryncie (1998, wspólnie z Michaiłem Gurewiczem),
- Vlissingen (2000, wspólnie z Ivanem Sokolovem, Władimirem Jepiszynem, Witalijem Gołodem i Friso Nijboerem),
- Baku (2005, wspólnie z Eduardem Andriejewem i Qədirem Hüseynovem),
- Kavali (2004, wspólnie z Vasiliosem Kotroniasem, Milosem Perunoviciem i Dimitriosem Mastrovasilisem),
- Halkidiki (2006, wspólnie z m.in. Vijayalakshmi Subbaraman),
- Sorcie (2007, wspólnie z Olegiem Korniejewem),
- Benasque (2007, wspólnie z Feliksem Lewinem),
- Salonikach (2008, wspólnie z Eduardasem Rozentalisem).

Najwyższy ranking w dotychczasowej karierze osiągnął 1 października 2007 r., z wynikiem 2623 punktów zajmował wówczas 4. miejsce wśród gruzińskich szachistów.